# Championnat du Suriname de football 2007-2008
Navigation
Saison précédente Saison suivante
La saison 2007-2008 du Championnat du Suriname de football est la soixante-douzième édition de la Hoofdklasse, le championnat de première division au Suriname. Les douze formations de l'élite sont réunies au sein d'une poule unique où elles s'affrontent deux fois au cours de la saison. À l'issue du championnat, afin de faire passer le championnat de 12 à 11 équipes, les deux derniers du classement sont relégués tandis que le 10e doit disputer un barrage de promotion-relégation.
C'est l'Inter Moengotapoe, tenant du titre, qui remporte à nouveau la compétition cette saison après avoir terminé en tête du classement final, avec cinq points d'avance sur le SV Robinhood et sept sur le SV Boskamp. Il s’agit du second titre de champion du Suriname de l'histoire du club.

## Les clubs participants
- SV Voorwaarts
- Super Red Eagles
- SV Boskamp
- SV Leo Victor
- Inter Moengotapoe
- Royal'95
- SV Randjiet Boys - Promu de Eerste Klasse
- FCS Nacional
- Walking Bout Company
- SV Transvaal
- SV Jai Hanuman
- SV Robinhood

## Compétition
Le barème de points servant à établir le classement se décompose ainsi :
- Victoire : 3 points
- Match nul : 1 point
- Défaite : 0 point

### Classement
| Rang | Équipe               | Pts | J  | G  | N | P  | Bp | Bc | Diff |
| ---- | -------------------- | --- | -- | -- | - | -- | -- | -- | ---- |
| 1    | Inter MoengotapoeT   | 43  | 22 | 12 | 7 | 3  | 38 | 27 | +11  |
| 2    | SV Robinhood         | 38  | 22 | 11 | 5 | 6  | 42 | 39 | +3   |
| 3    | SV Boskamp           | 36  | 22 | 11 | 3 | 8  | 28 | 26 | +2   |
| 4    | Walking Bout Company | 35  | 22 | 10 | 5 | 7  | 42 | 30 | +12  |
| 5    | SV TransvaalC        | 33  | 22 | 9  | 6 | 7  | 25 | 30 | -5   |
| 6    | Super Red Eagles     | 32  | 22 | 10 | 2 | 10 | 35 | 33 | +2   |
| 7    | FCS Nacional         | 30  | 22 | 9  | 3 | 10 | 36 | 29 | +7   |
| 8    | SV Leo Victor        | 28  | 22 | 8  | 4 | 10 | 39 | 40 | -1   |
| 9    | SV Voorwaarts        | 27  | 22 | 7  | 6 | 9  | 33 | 35 | -2   |
| 10   | SV Jai Hanuman       | 24  | 22 | 7  | 3 | 12 | 40 | 39 | +1   |
| 11   | SV Randjiet BoysP    | 24  | 22 | 6  | 6 | 10 | 26 | 37 | -11  |
| 12   | Royal'95             | 18  | 22 | 4  | 6 | 12 | 21 | 40 | -19  |

|  | Qualification pour la CFU Club Championship 2009                                     |
|  | Participation au barrage de relégation                                               |
|  | Relégation directe en Eerste Klasse                                                  |
|  | T : Tenant du titre C : Vainqueur de la Coupe du Suriname P : Promu de Eerste Klasse |

### Matchs

#### Barrage de relégation
Le SV Jai Hanuman et le SV Randjiet Boys ont terminé la saison à égalité de points à la 10e place. Ils doivent donc disputer un match de barrage afin de déterminer quelle équipe est reléguée.
| 17 mai 2008 | SV Jai Hanuman | 0 - 2 | SV Randjiet Boys              | Dr.ir. Franklin Essed Stadion, Paramaribo |
|             |                |       | 35e (pen.), 80e (pen.) Venloo |                                           |

- Le SV Jai Hanuman est relégué alors que le SV Randjiet Boys doit disputer le barrage de promotion-relégation.

#### Barrage de promotion-relégation
| Équipe 1          | Résultat | Équipe 2         | Aller | Retour |
| ----------------- | -------- | ---------------- | ----- | ------ |
| SV Excelsior (D2) | 2 - 1    | SV Randjiet Boys | 1 - 0 | 1 - 1  |

- Le SV Excelsior prend la place du SV Randjiet Boys en Hoofdklasse.

## Bilan de la saison
| Championnat du Suriname de football 2007-2008 |                              |
| Champion                                      | Inter Moengotapoe (2e titre) |
| Coupes et trophées                            |                              |
| Vainqueur de la Coupe du Suriname 2007-2008   | SV Transvaal                 |
| Qualifications continentales                  |                              |
| CFU Club Championship 2009                    | Inter Moengotapoe            |
| Promotions et relégations                     |                              |
| Promus en Hoofdklasse                         | SCSV Takdier Boys            |
| Promus en Hoofdklasse                         | SV Excelsior                 |
| Relégués en Eerste Klasse                     | SV Jai Hanuman               |
| Relégués en Eerste Klasse                     | SV Randjiet Boys             |
| Relégués en Eerste Klasse                     | Royal'95                     |